# Banque nationale d'Angola
La Banque nationale d'Angola (en portugais : Banco Nacional de Angola, BNA) est la banque centrale de l'Angola. Elle est créée le 10 novembre 1976 en remplacement de la Banco de Angola dont elle est la continuité par nationalisation des actifs.

## Histoire
Après l'affaire des billets portugais, la Banco de Angola a été fondée en 1926, branche héritière de la Banco Nacional Ultramarino. Elle ouvre un bureau à Stanleyville au début des années 1930, puis en 1934, le bureau est transféré à Boma, puis après 1947, à Luanda. La construction du siège commence en 1949 et est inauguré en septembre 1956. C'est une structure en béton armé surmontée par un dôme, aux murs recouverts de céramiques et au toit de tuiles, conçue par Vasco Regaleira qui s'inspire de l'architecture du XVIIIe siècle. La décoration intérieure, classée, comporte des boiseries et du marbre.
En 1975, le gouvernement de l'Angola indépendant nationalise le secteur bancaire et fonde la Banque nationale d'Angola (BNA) et la Banco de Poupança e Crédito. La BNA est chargée entre autres des émissions monétaires (pièces et billets).
Depuis 1999, la BNA fait de considérables efforts pour devenir compatible avec les standards financiers internationaux. En 2014, la BNA commence à travailler avec le Angola Stock Exchange and Derivatives (en) (Bolsa de Valores e Derivativos de Angola, Bovida) afin de développer le premier marché boursier du pays et alléger la dette souveraine, et qui fait partie de l'African Securities Exchanges Association (en).